# Рибонуклеиновая кислота

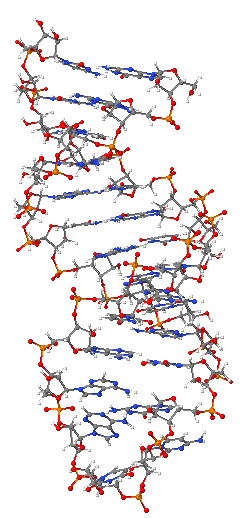
Пре-мРНК со стеблем-петлёй. Атомы азота в основаниях выделены синим, кислорода в фосфатной основе молекулы — красным

Рибонуклеи́новая кислота́ (РНК) — одна из трёх основных макромолекул (две другие — ДНК и белки), которые содержатся в клетках всех живых организмов и играют важную роль в кодировании, прочтении, регуляции и экспрессии генов.
Так же, как ДНК (дезоксирибонуклеиновая кислота), РНК состоит из длинной полимерной цепи, в которой каждое звено называется нуклеотидом. Каждый нуклеотид состоит из азотистого основания, сахара рибозы и фосфатной группы. Для одноцепочечных РНК характерны разнообразные пространственные структуры, в которых часть нуклеотидов одной и той же цепи координируется между собой за счет водородных связей. Последовательность нуклеотидов позволяет РНК кодировать генетическую информацию. Все клеточные организмы используют РНК (мРНК) для программирования синтеза белков.
Клеточные РНК образуются в ходе процесса, называемого транскрипцией, то есть синтеза РНК на матрице ДНК, осуществляемого специальными ферментами — РНК-полимеразами. Затем матричные РНК (мРНК) принимают участие в процессе, называемом трансляцией. Трансляция — это синтез белка на матрице мРНК при участии рибосом. Другие РНК после транскрипции подвергаются химическим модификациям и после образования вторичной и третичной структур выполняют функции, зависящие от типа РНК.
Некоторые высокоструктурированные РНК принимают участие в синтезе белка клетки, например, транспортные РНК служат для узнавания кодонов и доставки соответствующих аминокислот к месту синтеза белка, а рибосомные РНК служат структурной и каталитической основой рибосом.
Однако функции РНК в современных клетках не ограничиваются их ролью в трансляции. Так, малые ядерные РНК принимают участие в сплайсинге эукариотических матричных РНК и других процессах.
Помимо того, что молекулы РНК входят в состав некоторых ферментов (например, теломеразы), у отдельных РНК обнаружена собственная ферментативная активность: способность вносить разрывы в другие молекулы РНК или, наоборот, «склеивать» два РНК-фрагмента. Такие РНК называются рибозимами.
Геномы ряда вирусов состоят из РНК, то есть у них она играет роль, которую у прокариот и эукариот выполняет ДНК. На основании разнообразия функций РНК в клетке была выдвинута гипотеза, согласно которой РНК — первая молекула, которая была способна к самовоспроизведению в добиологических системах.

## История изучения
Нуклеиновые кислоты были открыты в 1868 году швейцарским учёным Иоганном Фридрихом Мишером, который назвал эти вещества «нуклеин», поскольку они были обнаружены в ядре (лат. nucleus). Позже было обнаружено, что бактериальные клетки, в которых нет ядра, тоже содержат нуклеиновые кислоты. Гипотеза о роли РНК в синтезе белков была впервые предложена в 1939 году в работе Торбьёрна Оскара Касперссона, Жана Браше и Джека Шульца. Джерард Маирбакс выделил первую матричную РНК, кодирующую гемоглобин кролика, и показал, что при её введении в ооциты образуется тот же самый белок. В 1956—1957 годах А. Белозёрским, А. Спириным, Э. Волкиным, Л. Астраханом проводились работы по определению состава РНК клеток, которые привели к выводу, что основную массу РНК в клетке составляет рибосомальная РНК. Северо Очоа получил Нобелевскую премию по медицине в 1959 году за открытие механизма синтеза РНК.
В 1961 году советские учёные Г. П. Георгиев и В. Л. Мантьева открыли в ядрах клеток животных ядерную РНК, из которой образуется матричная РНК. В октябре 1961 года было зарегистрировано Научное открытие № 145 «Явление синтеза ДРНК (рибонуклеиновой кислоты нового класса) в ядрах клеток высших организмов». Ими было установлено неизвестное ранее явление образования в ядрах клеток высших организмов рибонуклеиновой кислоты нового класса — ядерной дРНК (РНК с ДНК-подобным нуклеотидным составом), являющейся высокомолекулярным предшественником информационной РНК, которая несет генетическую информацию для синтеза клеточных белков.
Последовательность 77 нуклеотидов одной из тРНК дрожжей S. cerevisiae была определена в 1965 году в лаборатории Роберта Холли, за что в 1968 году он получил Нобелевскую премию по медицине. В 1967 Карл Вёзе предположил, что РНК обладают каталитическими свойствами. Он выдвинул так называемую гипотезу мира РНК, в котором РНК прото-организмов служила и в качестве молекулы хранения информации (сейчас эта роль выполняется в основном ДНК), и молекулы, которая катализировала метаболические реакции (сейчас это делают в основном ферменты). В 1976 Уолтер Фаэрс и его группа в Гентском Университете в Бельгии определили первую последовательность генома РНК-содержащего вируса, бактериофага MS2. В начале 1990-х было обнаружено, что введение чужеродных генов в геном растений приводит к подавлению проявления аналогичных генов растения. Приблизительно в это же время было показано, что РНК длиной около 22 оснований, которые сейчас называются микроРНК, играют регуляторную роль в онтогенезе нематод C. elegans.

## Происхождение названия
Основоположник химии сахаров Эмиль Фишер совместно с Оскаром Пилоти в конце 1880-х получили из арабоновой кислоты изомерную ей кислоту, неизвестную ранее. Авторы, подбирая название новому веществу, сначала видоизменили название исходной арабоновой кислоты, переставив в ней буквы. Получилось не вполне благозвучное название «раабоновая кислота», и они заменили в нём аа на и, что дало название рибоновая кислота. Вещество, полученное далее восстановлением рибоновой кислоты, получило название рибоза. А она уже дала название таким соединениям, как рибонуклеиновая кислота (РНК) и дезоксирибонуклеиновая кислота (ДНК), рибосома, моносахарид рибулоза, спирт рибит, фермент рибонуклеаза и др.

## Химический состав и модификации мономеров

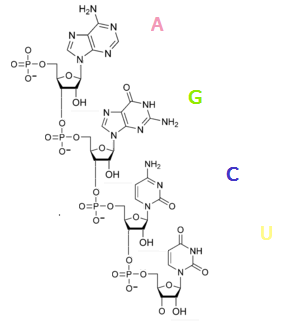
Химическое строение полинуклеотида РНК

Нуклеотиды РНК состоят из сахара — рибозы, к которой в положении 1' присоединено одно из оснований: аденин, гуанин, цитозин или урацил. Фосфатная группа соединяет молекулы рибозы в цепочку, образуя связи с 3'-атомом углерода одной молекулы рибозы и с атомом углерода в 5'-положении другой. Фосфатные группы при физиологическом рН заряжены отрицательно, поэтому РНК — полианион. РНК транскрибируется как полимер четырёх оснований (аденина (A), гуанина (G), урацила (U) и цитозина (C), но в «зрелой» РНК есть много модифицированных оснований и сахаров. Всего в РНК насчитывается около 100 разных видов модифицированных нуклеотидов, из которых 2'-О-метилрибоза наиболее частая модификация сахара, а псевдоуридин — наиболее часто встречающееся модифицированное основание.
У псевдоуридина (Ψ) связь между урацилом и рибозой не C—N, а C—C, этот нуклеотид встречается в разных положениях в молекулах РНК. В частности, псевдоуридин важен для функционирования тРНК. Другое заслуживающее внимания модифицированное основание — гипоксантин, дезаминированный аденин, нуклеозид которого носит название инозина. Инозин играет важную роль в обеспечении вырожденности генетического кода.
Роль многих других модификаций не до конца изучена, но в рибосомальной РНК многие пост-транскрипционные модификации находятся в важных для функционирования рибосомы участках. Например, на одном из рибонуклеотидов, участвующем в образовании пептидной связи.

## Структура
Азотистые основания в составе РНК могут образовывать водородные связи между цитозином и гуанином, аденином и урацилом, а также между гуанином и урацилом. Однако возможны и другие взаимодействия, например, несколько аденинов могут образовывать петлю, или петля, состоящая из четырёх нуклеотидов, в которой есть пара оснований аденин — гуанин.

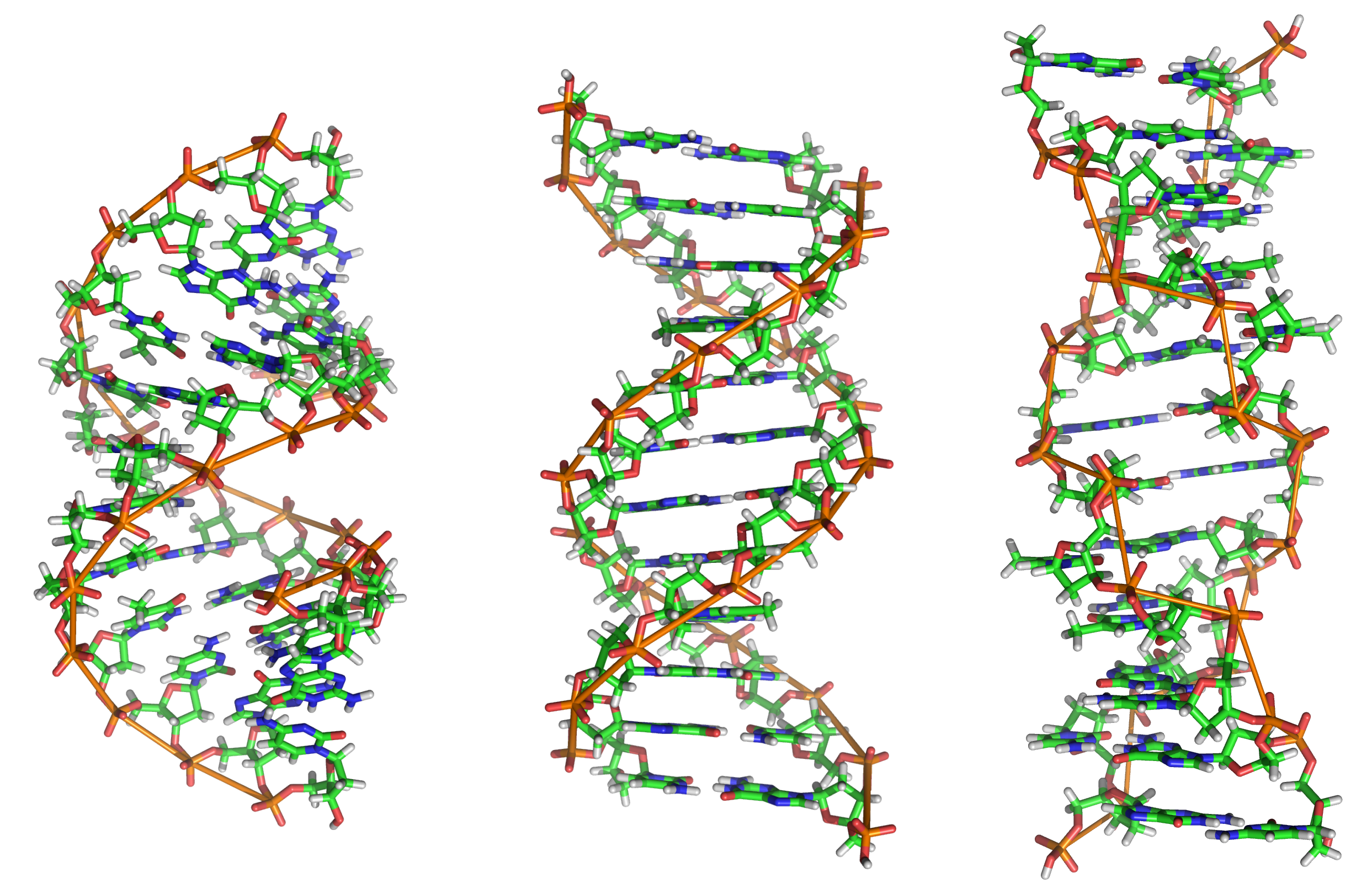
Разные формы нуклеиновых кислот. На рисунке (слева направо) представлены A (типична для РНК), B (ДНК) и Z (редкая форма ДНК)

Важная структурная особенность РНК, отличающая её от ДНК — наличие гидроксильной группы в 2'-положении рибозы, которая позволяет молекуле РНК существовать в А, а не В-конформации, наиболее часто наблюдаемой у ДНК. У А-формы глубокая и узкая большая бороздка и неглубокая и широкая малая бороздка. Второе последствие наличия 2' гидроксильной группы состоит в том, что конформационно пластичные, то есть не принимающие участие в образовании двойной спирали, участки молекулы РНК могут химически атаковать другие фосфатные связи и расщеплять их.

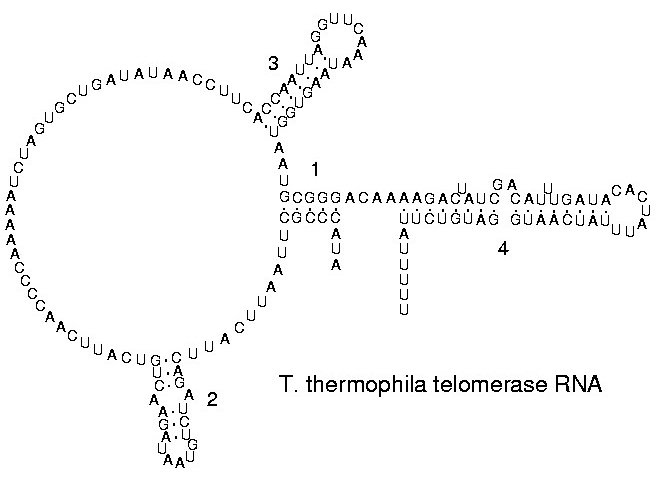
Вторичная структура РНК-компонента теломеразы инфузории Tetrahymena termophila

«Рабочая» форма одноцепочечной молекулы РНК, как и у белков, часто обладает третичной структурой. Третичная структура образуется на основе элементов вторичной структуры, образуемой с помощью водородных связей внутри одной молекулы. Различают несколько типов элементов вторичной структуры — стебель-петли, петли и псевдоузлы. В силу большого числа возможных вариантов взаимодействия между основаниями, предсказание вторичной структуры РНК — гораздо более сложная задача, чем предсказание вторичной структуры белков, но в настоящее время есть эффективные программы, например, mfold.
Примером зависимости функции молекул РНК от их вторичной структуры являются участки внутренней посадки рибосомы (IRES). IRES — структура на 5' конце информационной РНК, которая обеспечивает присоединение рибосомы в обход обычного механизма инициации синтеза белка, требующего наличия особого модифицированного основания (кэпа) на 5' конце и белковых факторов инициации. Первоначально IRES были обнаружены в вирусных РНК, но сейчас накапливается всё больше данных о том, что клеточные мРНК также используют IRES-зависимый механизм инициации в условиях стресса.
Многие типы РНК, например, рРНК и малая ядерная РНК (мяРНК) в клетке функционируют в виде комплексов с белками, которые ассоциируют с молекулами РНК после их синтеза или (у эукариот) экспорта из ядра в цитоплазму. Такие РНК-белковые комплексы называются рибонуклеопротеиновыми комплексами или рибонуклеопротеидами.

## Сравнение с ДНК
Между ДНК и РНК есть три основных отличия:
1. ДНК содержит сахар дезоксирибозу, РНК — рибозу, у которой есть дополнительная, по сравнению с дезоксирибозой, гидроксильная группа. Эта группа увеличивает вероятность гидролиза молекулы, то есть уменьшает стабильность молекулы РНК.
2. Азотистое основание, комплементарное аденину, в РНК — не тимин, как в ДНК, а урацил, отличающийся от тимина отсутствием метильной группы.
3. ДНК существует в форме двойной спирали, состоящей из двух отдельных молекул. Молекулы РНК, в среднем, гораздо короче и преимущественно одноцепочечные.

Структурный анализ биологически активных молекул РНК, включая тРНК, рРНК, мяРНК и другие молекулы, которые не кодируют белков, показал, что они состоят не из одной длинной спирали, а из многочисленных коротких спиралей, расположенных близко друг к другу и образующих агломерат со структурой, близкой к третичной структуре белка. В результате этого, РНК может катализировать химические реакции, например, пептидил-трансферазный центр рибосомы, участвующий в образовании пептидной связи белков, полностью состоит из РНК.

## Синтез

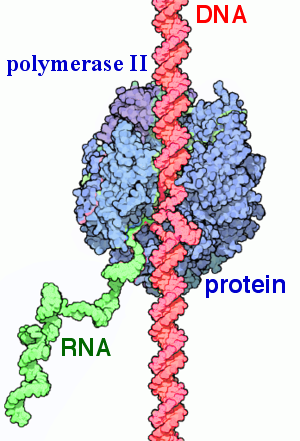
Транскрипция РНК из ДНК с участием фермента РНК-полимеразы II

Синтез РНК в живой клетке проводится ферментом — РНК-полимеразой. У эукариот разные типы РНК синтезируются разными, специализированными РНК-полимеразами. В целом, матрицей синтеза РНК может выступать как ДНК, так и другая молекула РНК. Например, полиовирусы используют РНК-зависимую РНК-полимеразу для репликации своего генетического материала, состоящего из РНК. Но РНК-зависимый синтез РНК, который раньше считался характерным только для вирусов, происходит и в клеточных организмах в процессе так называемой РНК-интерференции.
Как в случае ДНК-зависимой РНК-полимеразы, так и в случае РНК-зависимой РНК-полимеразы фермент присоединяется к промоторной последовательности. Вторичная структура молекулы матрицы расплетается под действием хеликазной полимеразы, которая при движении субстрата в направлении от 3' к 5' концу молекулы синтезирует РНК в направлении 5' → 3'. Терминатор транскрипции в исходной молекуле определяет окончание синтеза. Многие молекулы РНК синтезируются в качестве молекул-предшественников, которые подвергаются «редактированию» — удалению ненужных частей с помощью РНК-белковых комплексов.
Например, у кишечной палочки гены рРНК расположены в составе одного оперона (в rrnB порядок расположения такой: 16S — tRNAGlu 2 — 23S —5S) считываются в виде одной длинной молекулы, которая затем подвергается расщеплению в нескольких участках с образованием сначала пре-рРНК, а затем зрелых молекул рРНК. Процесс изменения нуклеотидной последовательности РНК после синтеза носит название процессинга или редактирования РНК.
После завершения транскрипции РНК часто подвергается модификациям (см. выше), которые зависят от функции, выполняемой данной молекулой. У эукариот процесс «созревания» РНК, то есть её подготовки к синтезу белка, часто включает сплайсинг — удаление некодирующих белок последовательностей (интронов) с помощью рибонуклеопротеида сплайсосомы. Затем к 5' концу молекулы пре-мРНК эукариот добавляется особый модифицированный нуклеотид (кэп), а к 3' концу несколько аденинов, так называемый «полиА-хвост».

## Типы РНК

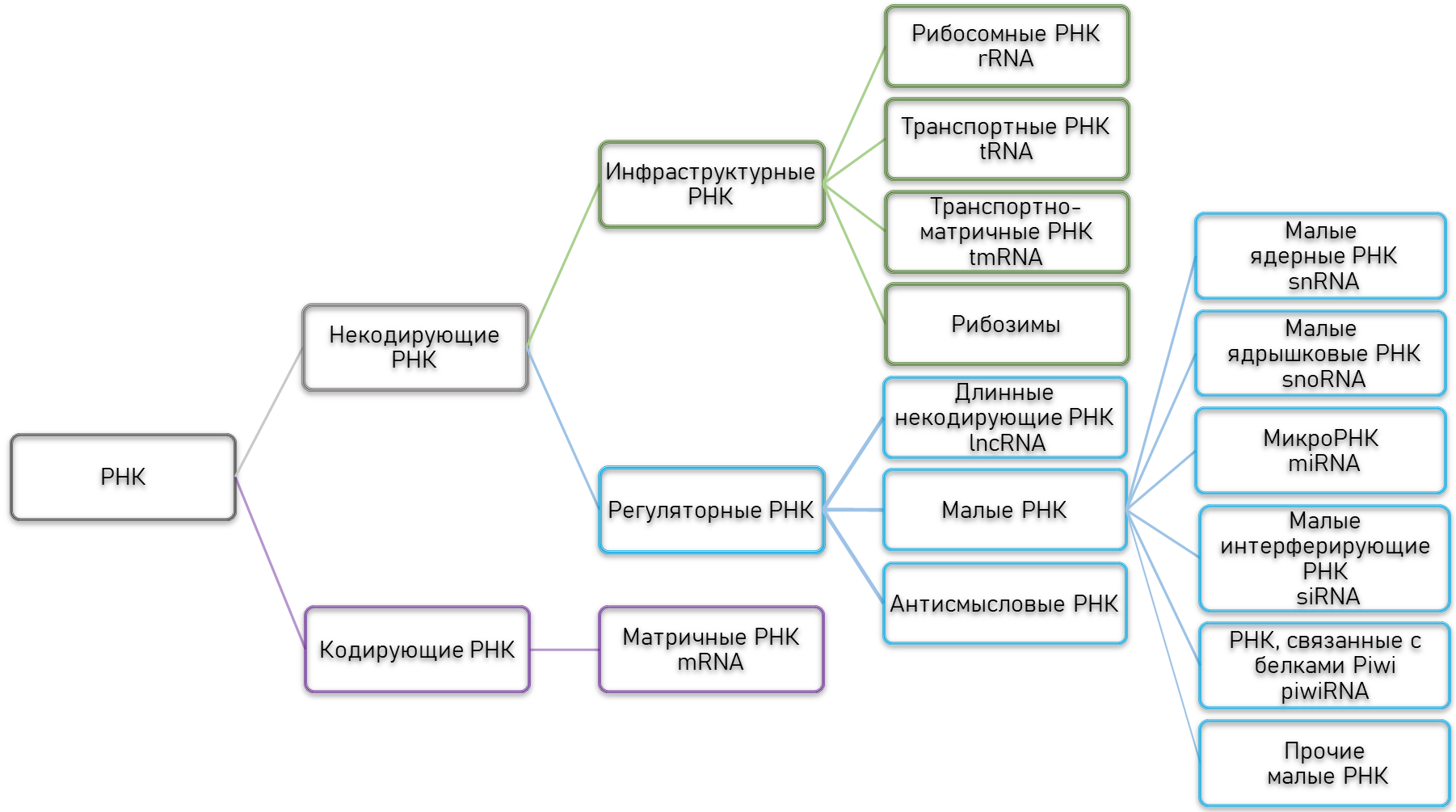
Классификация РНК

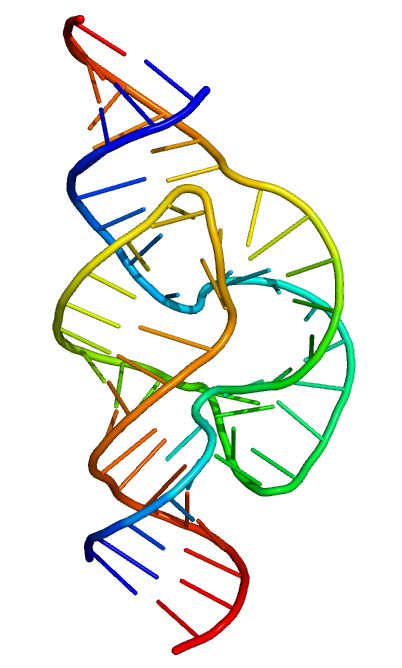
Структура молоточкового (hammerhead) рибозима, который расщепляет РНК

Матричная (информационная) РНК — РНК, которая служит посредником при передаче информации, закодированной в ДНК к рибосомам, органеллам клетки, синтезирующим белки в живых организмах. Кодирующая последовательность мРНК определяет последовательность аминокислот полипептидной цепи белка. Однако подавляющее большинство РНК не кодируют белок. Эти некодирующие РНК могут транскрибироваться с отдельных генов (например, рибосомальные РНК) или быть производными интронов. Классические, хорошо изученные типы некодирующих РНК — это транспортные РНК (тРНК) и рРНК, которые участвуют в процессе трансляции. Существуют также классы РНК, ответственные за регуляцию генов, процессинг мРНК и другие роли. Кроме того, есть и молекулы некодирующих РНК, способные катализировать химические реакции, такие, как разрезание и лигирование молекул РНК. По аналогии с белками, способными катализировать химические реакции — энзимами (ферментами), каталитические молекулы РНК называются рибозимами.

### Участвующие в трансляции

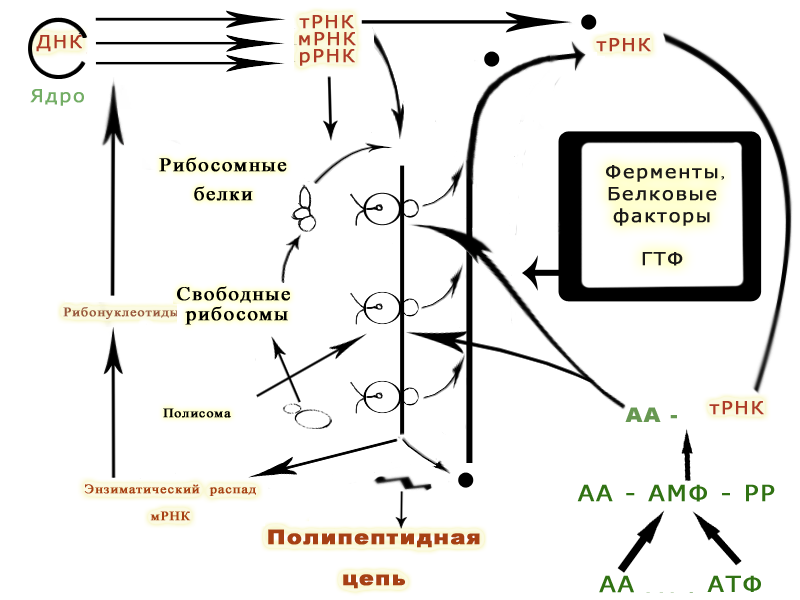
Роль разных типов РНК в синтезе белка (по Уотсону)

Информация о последовательности аминокислот белка содержится в мРНК. Три последовательных нуклеотида (кодон) соответствуют одной аминокислоте. В эукариотических клетках транскрибированный предшественник мРНК или пре-мРНК преобразуется в зрелую мРНК. Такое преобразование (процессинг) включает удаление некодирующих белок последовательностей (интронов). После этого мРНК экспортируется из ядра в цитоплазму, где к ней присоединяются рибосомы, транслирующие мРНК с помощью соединённых с аминокислотами тРНК.
В безъядерных клетках (бактерии и археи) рибосомы могут присоединяться к мРНК сразу после транскрипции участка ДНК. И у эукариот, и у прокариот цикл жизни мРНК завершается её контролируемым разрушением ферментами рибонуклеазами.
Транспортные (тРНК) — малые, состоящие из приблизительно 80 нуклеотидов, молекулы с консервативной третичной структурой. Они переносят специфические аминокислоты в место синтеза пептидной связи в рибосоме. Каждая тРНК содержит участок для присоединения аминокислоты и антикодон для узнавания и присоединения к кодонам мРНК. Антикодон образует водородные связи с кодоном, что помещает тРНК в положение, способствующее образованию пептидной связи между последней аминокислотой образованного пептида и аминокислотой, присоединённой к тРНК.
Рибосомальные РНК (рРНК) — каталитическая составляющая рибосом. Эукариотические рибосомы содержат четыре типа молекул рРНК: 18S, 5.8S, 28S и 5S. Три из четырёх типов рРНК синтезируются в ядрышке. В цитоплазме рибосомальные РНК соединяются с рибосомальными белками и формируют нуклеопротеин, называемый рибосомой. Рибосома присоединяется к мРНК и синтезирует белок. рРНК составляет до 80 % РНК, обнаруживаемой в цитоплазме эукариотической клетки.
Необычный тип РНК, который действует в качестве тРНК и мРНК (тмРНК) обнаружен во многих бактериях и пластидах. При остановке рибосомы на дефектных мРНК без стоп-кодонов тмРНК присоединяет небольшой пептид, направляющий белок на деградацию.

### Участвующие в регуляции генов
В живых клетках обнаружено несколько типов РНК, которые могут уменьшать степень проявления (экспрессию) гена при комплементарности мРНК или самому гену. Микро-РНК (21-22 нуклеотида в длину) найдены у эукариот и оказывают воздействие через механизм РНК-интерференции. При этом комплекс микро-РНК и ферментов может приводить к метилированию нуклеотидов в ДНК промотора гена, что служит сигналом для уменьшения активности гена. При использовании другого типа регуляции мРНК, комплементарная микро-РНК, разрушается. Однако есть и миРНК, которые увеличивают, а не уменьшают экспрессию генов. Малые интерферирующие РНК (миРНК, 20-25 нуклеотидов) часто образуются в результате расщепления вирусных РНК, но существуют и эндогенные клеточные миРНК. Малые интерферирующие РНК также действуют через РНК-интерференцию по сходным с микро-РНК механизмам. У животных найдены РНК, взаимодействующие с Piwi (piРНК, 29-30 нуклеотидов), противодействующие в половых клетках увеличению числа копий транспозонов и играющие роль в образовании гамет. Кроме того, piРНК могут эпигенетически наследоваться по материнской линии, передавая потомству своё свойство ингибировать экспрессию транспозонов.
Антисмысловые РНК широко распространены у бактерий, многие из них подавляют экспрессию генов, но некоторые активируют её. При своём действии антисмысловые РНК, присоединяются к мРНК, что приводит к образованию двуцепочечных молекул РНК, которые разрушаются ферментами. У эукариот обнаружены высокомолекулярные, мРНК-подобные молекулы РНК, не кодирующие белков. Эти молекулы также регулируют экспрессию генов. В качестве примера можно привести Xist, присоединяющуюся и инактивирующую одну из двух X-хромосом у самок млекопитающих.
Кроме роли отдельных молекул в регуляции генов, регуляторные элементы могут формироваться в 5' и 3' нетранслируемых участках мРНК. Эти элементы могут действовать самостоятельно, предотвращая инициацию трансляции, либо присоединять белки, например, ферритин или малые молекулы, например, биотин.
Длинные некодирующие РНК (lncRNA — long non-coding RNA) также принимают участие в регуляции транскрипции.

### В процессинге РНК
Многие РНК принимают участие в модификации других РНК. Интроны вырезаются из пре-мРНК сплайсосомами, которые, кроме белков, содержат несколько малых ядерных РНК (мяРНК). Кроме того, интроны могут катализировать собственное вырезание. Иногда вырезаются не все интроны или остаются не все экзоны, что приводит к альтернативному сплайсингу. Синтезированная в результате транскрипции РНК также может быть химически модифицирована. У эукариот химические модификации нуклеотидов РНК, например, их метилирование, выполняется малыми ядерными РНК (мяРНК, 60-300 нуклеотидов). Этот тип РНК локализуется в ядрышке и тельцах Кахаля. После ассоциации мяРНК с ферментами, мяРНК связываются с РНК-мишенью путём образования пар между основаниями двух молекул, а ферменты модифицируют нуклеотиды РНК-мишени. Рибосомальные и транспортные РНК содержат много подобных модификаций, конкретное положение которых часто сохраняется в процессе эволюции. Также могут быть модифицированы мяРНК и сами мяРНК. Гидовые РНК осуществляют процесс редактирования РНК в кинетопласте — особом участке митохондрии протистов-кинетопластид (например, трипаносом).

## Геномы, состоящие из РНК

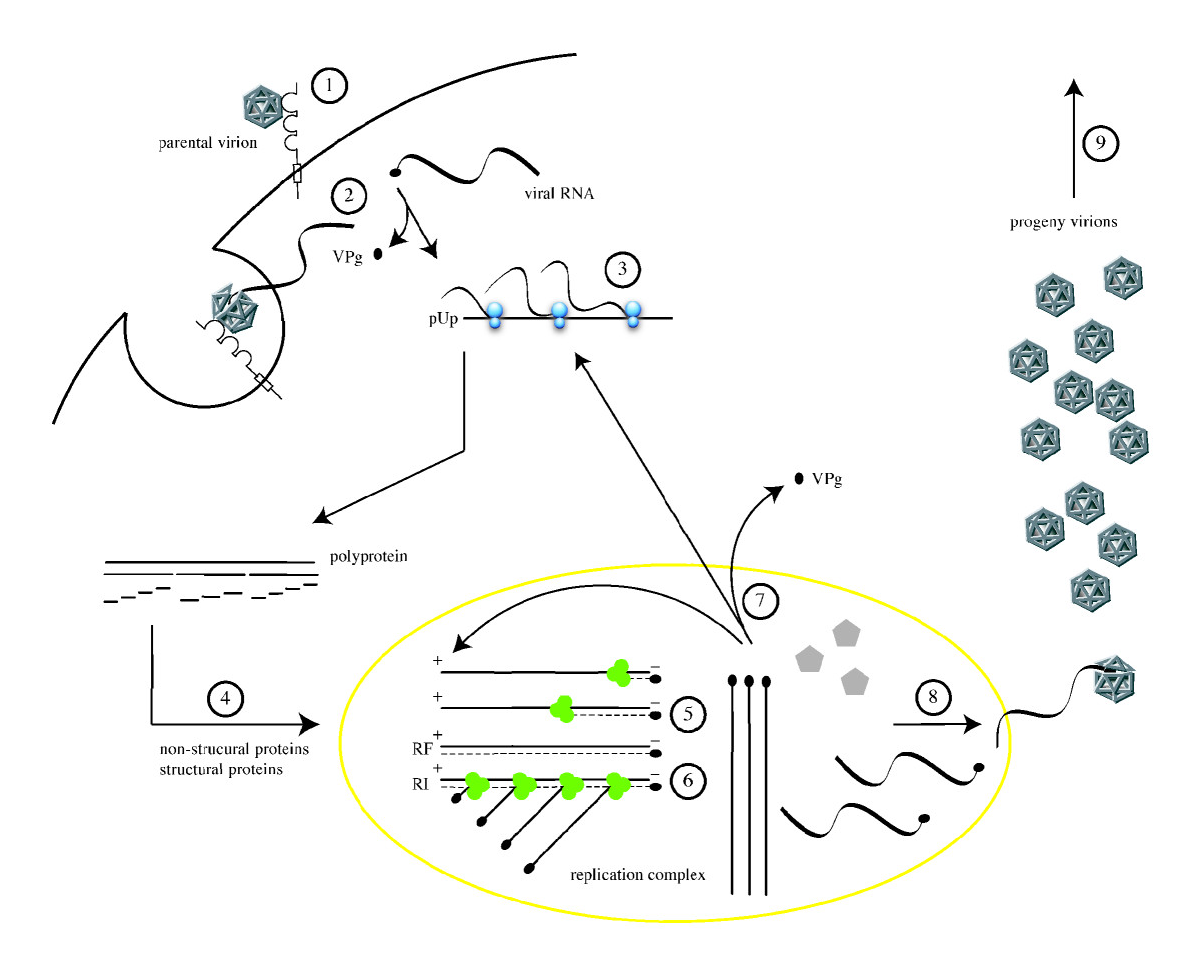
Жизненный цикл вируса с РНК геномом на примере полиовируса: 1 — присоединение исходного вириона к рецептору; 2 — вирион попадает в клетку; 3 — трансляция белков вируса с его РНК с образованием полипептида; 4 — полимеразы вируса размножают его РНК

Как и ДНК, РНК может хранить информацию о биологических процессах. РНК может использоваться в качестве генома вирусов и вирусоподобных частиц. РНК-геномы можно разделить на те, которые не имеют промежуточной стадии ДНК и те, которые для размножения копируются в ДНК-копию и обратно в РНК (ретровирусы).

### РНК-содержащие вирусы
Многие вирусы, например, вирус гриппа, на всех стадиях содержат геном, состоящий исключительно из РНК. РНК содержится внутри обычно белковой оболочки и реплицируется с помощью закодированных в ней РНК-зависимых РНК-полимераз. Вирусные геномы, состоящие из РНК разделяются на
- содержащие «плюс-цепь РНК», которая используется в качестве и мРНК, и генома;
- «минус-цепь РНК», которая служит только геномом, а в качестве мРНК используется комплементарная ей молекула;
- двухцепочечные РНК.

Вироиды — другая группа патогенов, содержащих РНК-геном и не содержащих белок. Они реплицируются РНК-полимеразами организма хозяина.

### Ретровирусы и ретротранспозоны
У других вирусов РНК-геном есть в течение только одной из фаз жизненного цикла. Вирионы так называемых ретровирусов содержат молекулы РНК, которые при попадании в клетки хозяина служат матрицей для синтеза ДНК-копии. В свою очередь, с матрицы ДНК считывается РНК-геном. Кроме вирусов обратную транскрипцию применяют и класс мобильных элементов генома — ретротранспозоны.

## Двухцепочечная РНК

Двухцепочечная РНК

Двухцепочечная РНК (дцРНК, dsDNA- double-stranded DNA) — это РНК с двумя комплементарными цепями, подобная ДНК, обнаруженной во всех клетках, но с заменой тимина урацилом и добавлением одного атома кислорода. Двухцепочечная РНК образует генетический материал некоторых вирусов (вирусов с двухцепочечной РНК). Двухцепочечная РНК, такая как вирусная РНК или миРНК, может запускать РНК-интерференцию у эукариот, а также интерфероновый ответ у позвоночных.

## Кольцевая РНК
В конце 1970-х было показано, что существует однониточная ковалентно замкнутая, то есть кольцевая форма РНК, экспрессируемая во всем царстве животных и растений (см. circRNA). Считается, что кольцевые РНК возникают в результате реакции «обратного сплайсинга», когда сплайсосома соединяет нижележащий донор с расположенным выше акцепторным сайтом сплайсинга.
Хотя основное назначение и механизмы действия большинства кольцевых РНК не установлены, для них можно выделить отдельные характерные биологические функции. Так, некоторые кольцевые РНК работают как «губки» для «впитывания» микроРНК, не допуская их связывание с комплементарными мРНК и предотвращая нарушение трансляции последних, что может иметь значение при формировании иммунной реакции клеток при вирусных инфекциях. Кольцевые РНК могут регулировать транскрипцию и, как следствие, влиять на экспрессию генов, а также связывать некоторые белки, как правило, подавляя их работу.

## Гипотеза РНК-мира
Мир РНК — гипотетический этап эволюционной истории жизни на Земле, в котором самореплицирующиеся молекулы РНК размножались до эволюции ДНК и белков.
Концепция мира РНК была предложена в 1962 году Александром Ричем, термин был придуман Вальтером Гилбертом в 1986 году. Кроме мира РНК, были предложены и другие химические пути возникновения жизни, и жизнь на основе РНК, возможно, не была первой. Тем не менее, найдено достаточно доказательств возможности существования мира РНК, поэтому гипотеза получила широкое признание.
Подобно ДНК, РНК может хранить и реплицировать генетическую информацию, в виде ферментов — рибозимов она может катализировать химические реакции, которые имеют решающее значение для существования жизни. Один из наиболее важных компонентов клетки, рибосомы, состоят, в основном, из РНК. Рибонуклеотидные фрагменты во многих коферментах, таких как ацетил-КоА, NADH, FADH и F420, уже давно считаются сохранившимися остатками ковалентно связанных коферментов в мире РНК.
Если РНК-мир существовал, то вероятно, за ним следовала стадия эволюции рибонуклеопротеинов (мир РНП), которым, в свою очередь, наследовали ДНК и более длинные белки. Причина, по которой ДНК стала преобладающей молекулой хранения генетической информации, может быть связана с тем, что она более стабильна и долговечна, чем РНК. Ферменты-белки, возможно, пришли на смену рибозимам на основе РНК в качестве биокатализаторов, поскольку разнообразие мономеров (аминокислот) делает их более универсальными. Поскольку некоторые кофакторы содержат как нуклеотидные, так и аминокислотные характеристики, может быть, аминокислоты, пептиды и, наконец, белки первоначально были сопутствующими факторами рибозимов.